# أحمد عوض (عسكري)
أحمد عارف عبدالرحمن عوض (19 يناير 1976) هو ضابط فلسطيني برتبة لواء يشغل حاليًا منذ 28 نوفمبر 2024 منصب رئيس هيئة التنظيم والإدارة لقوى الأمن الفلسطيني. وهيئة التنظيم والإدارة لقوى الأمن الفلسطيني هي الجهة المسؤولة عن تنظيم وإدارة شؤون قوى الأمن الفلسطينية، وتعمل كذراع إداري وتنظيمي لدعم وتطوير أداء الأجهزة الأمنية الفلسطينية.

## التحصيل العلمي
التحق عوض بالمدرسة العليا للدفاع الجوي عن الإقليم في الجزائر، حيث تخصص في مجال الراديو الجوي كما حصل على العديد من التدريبات المتقدمة في مجالات متعددة، شملت أمن وحماية الشخصيات، التفويض السياسي، مكافحة النشاطات الإرهابية، مخابرات الحماية، إدارة الأزمات، التوعية المصرفية، إدارة الموارد البشرية، القيادة، ومكافحة الإرهاب.

## الحياة العملية
بعد تخرجه من الكلية العسكرية عام 1999، انضم إلى الحرس الرئاسي الفلسطيني، حيث بدأ خدمته في عمليات الحرس الرئاسي لاحقًا، انضم إلى فريق الحماية الخاصة للرئيس ياسر عرفات كما تولى عدة مناصب قيادية في الحرس الرئاسي، منها مدير دائرة الشؤون المالية، ومدير الشؤون الإدارية والبشرية.
في 28 نوفمبر 2024، عُيّن رئيسًا لهيئة التنظيم والإدارة لقوى الأمن الفلسطيني.